# Echinopsis maximiliana
Echinopsis maximiliana är en kaktusväxtart som beskrevs av Heyder och Albert Gottfried Dietrich. Echinopsis maximiliana ingår i släktet Echinopsis och familjen kaktusväxter.

## Underarter
Arten delas in i följande underarter:
- E. m. caespitosa
- E. m. maximiliana
- E. m. westii

## Bildgalleri

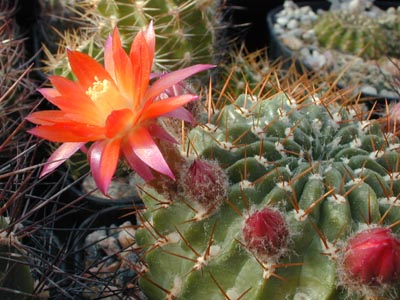
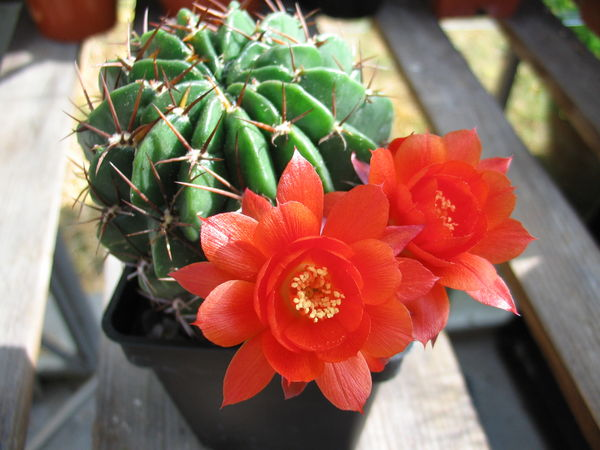
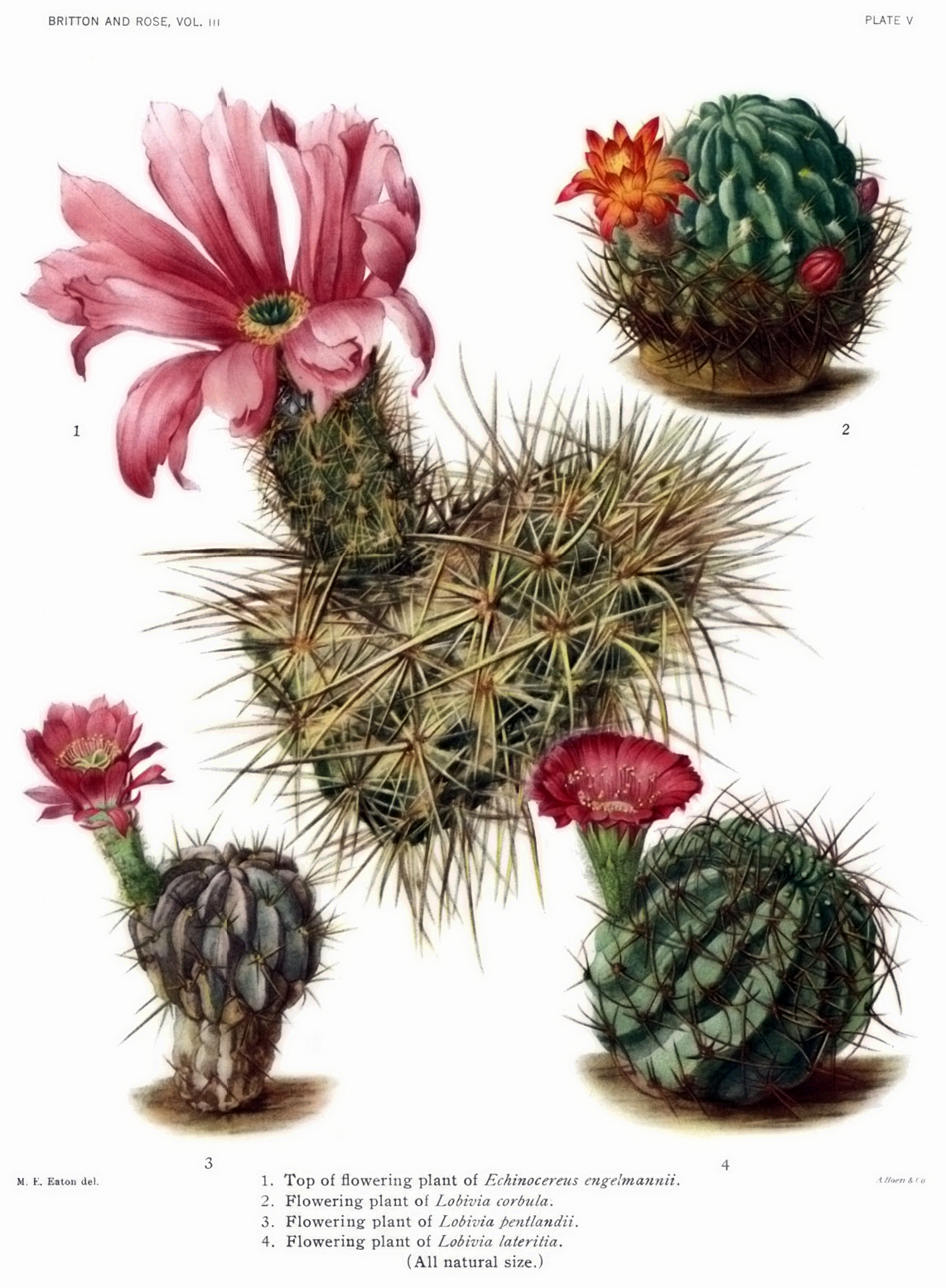